# Roza Otunbajeva
Roza Isakovna Otunbayeva (kirgisisk: Ро́за Иса́ковна Отунба́ева; født 23. august 1950) er en kirgisisk politiker, og har været præsident i Kirgisistan siden 3. juli 2010. Hun kom til magten efter optøjerne i Kirgisistan 2010, da præsident Kurmanbek Bakijev blev styrtet.
| Biografi | Spire Denne biografi er en spire som bør udbygges. Du er velkommen til at hjælpe Wikipedia ved at udvide den. |

1. ↑  Navnet er anført på bokmål og stammer fra Wikidata hvor navnet endnu ikke findes på dansk.